# 808 State
808 State é um grupo inglês de Música Eletrônica, formado em Manchester, Reino Unido, no ano de 1987. Seus integrantes originais eram Graham Massey, Martin Price e Gerald Simpson, e lançaram seu álbum de estréia, Newbuild, no ano seguinte.
O nome 808 State, vem, segundo seus integrantes, da máquina de ritmos Roland TR-808, e do "estado mental" (state of mind, em inglês) partilhado por eles. O grupo se firmou como sucesso comercial durante o verão de 1989, quando sua canção "Pacific State" foi tocada durante todos os dias, por três meses, pelo DJ da Radio 1 inglesa em seu programa nacional, em horário nobre, até que ela fosse lançada como single; esta campanha ajudou muito a impulsionar a cena da House Music para o topo das paradas de música do Reino Unido. "Pacific State" chegou ao Top 10 da parada de singles do país e é um dos maiores clássicos da Música Eletrônica.